# 宝ケミカル
宝ケミカル株式会社（たからけみかる）は、愛知県名古屋市港区潮見町で石油製品の保管などを行っていた企業。
2020年4月1日付けで、セントラル・タンクターミナルと合併し、セントラル・タンクターミナル名古屋事業所北ターミナルとなった。本項目では、前身である宝石油化学株式会社（たからせきゆかがく、英: TAKARA PETROLEUM AND CHEMICAL CO.,LTD.）についても解説する。

## 概要
宝ケミカルは、創業時は特殊ケミカル品の品質管理、アルコール燃料の開発、廃棄物リサイクルなどに特化していた。宝石油化学は、中部石油化学工業の設備や出光興産の設備を引き継いで石油化学製品の貯蔵・小分け・出荷業務などを行っていた。また宝石油化学の関連会社である宝物産は潤滑油、添加剤の輸入などを行っていた。2012年に宝石油化学はタンクターミナル事業を宝ケミカル（2001年設立）に売却。宝石油化学は法人として残っており、不動産事業を展開している。
一方、タ－ミナル事業を購入した宝ケミカルは、太陽光発電事業、廃液中和処理事業、中華人民共和国との合弁事業など事業を拡大した。また社員教育にも力を入れていた。2019年よりセントラル・タンクーミナル傘下に入り、翌年同社と合併した。

## 沿革

### 宝石油化学
- 1941年 - 中部石油化学工業株式会社が設立される[5][4]。
- 1957年10月24日 - 中部石油化学工業の設備を買収し、宝石油化学株式会社が設立される[4][6]。
- 1969年10月 - 出光興産旧第一油槽所を買収[5][4]。
- 1971年6月8日 - 汐見町駅の出光興産専用線を譲り受け鉄道専用線169mを新設し、鉄道による輸送を開始する[5]。
- 1976年 - 新日本製鐵名古屋製鐵所作業所（1969年開設）を宝石油機工として分離[4][6]。
- 1999年2月3日 - 石油製品の輸入・販売などを行う宝物産株式会社を設立する[7]。
- 2003年10月1日 - 汐見町駅への貨物列車の発着がなくなる[5]。
- 2008年 - 日本タンクターミナル協会関東支部に加盟する[8]。
- 2012年4月 - グループ内M&Aにより、宝ケミカル株式会社に九号地油槽所の設備を譲渡。

### 宝ケミカル
- 2001年11月22日 - 宝ケミカル株式会社設立。資本金1000万円[2]。
- 2002年3月- 廃棄物リサイクルプラントの建設、アルコール燃料の研究開発、人工土壌の開発と販売を開始。
- 2012年4月 - グループ内M＆Aにより、宝石油化学九号地油槽所を買収しタンクターミナル事業を開始。また、資本金を増資し6185万6000円とした[2]。
- 2016年4月- JXエネルギ－名古屋油槽所跡地の土地・1万5千坪を購入し、新たなロジスクス事業を展開する。
- 2019年 - セントラル・タンクターミナルのグループ傘下に入る[9]。
- 2020年4月1日 - セントラルタンク・ターミナルと合併。セントラル・タンクターミナル名古屋事業所北ターミナルとなる[1][9]。

## 専用線
宝石油化学は、2000年代前半まで名古屋臨海鉄道の汐見町駅所管の専用線を利用して、鉄道による化学製品の輸送を行っていた。この専用線は、元は出光興産の専用線を引き継いだもので汐見町駅の西構外側線に169mほどあった。安治川口駅の関西化成品輸送向けや、東港駅の三洋化成工業向けにプロピレンオキサイドを国鉄タキ16500形貨車を使用して輸送していた。

## 事業所

### 宝ケミカル
- 本社・九号地油槽所：愛知県名古屋市港区潮見町8番地1号
  - 危険物物流センター：愛知県名古屋市港区潮見町37番地104
  - 衣浦オペレーションセンター

※ 現在はすべてセントラル・タンクターミナルに移譲されている。

### 宝石油化学
- 本社：愛知県名古屋市中川区上脇町2丁目116番地 宝グランドハイツ1階
- このほか長野県茅野市蓼科高原に保養施設「蓼科高原山荘」を保有していた[7]。
- 宝物産株式会社 - 愛知県名古屋市港区潮見町8番地[7]。1999年2月3日に設立され[7]、石油製品の輸出入及び販売、化学工業製品の輸出入・販売、鋳物用砂の輸入・販売、食品の輸入・売買などを行っていた関連会社[7]。